# Final Fantasy VII: Az eljövendő gyermekek
A Final Fantasy VII: Az eljövendő gyermekek (eredeti cím: Final Fantasy VII: Advent Children) 2005-ben bemutatott japán CGI film, ami az 1997-ben megjelent Final Fantasy VII című videójátéknak a folytatása. 2005. szeptember 14-töl került bemutatásra. Magyarországon 2022. július 23-án került adásba a Film Manián.

## Szereplők
| Szereplők           | Eredeti Hang                                       | Angol hang                                   | Magyar hang       |
| ------------------- | -------------------------------------------------- | -------------------------------------------- | ----------------- |
| Cloud Strife        | Takahiro Sakurai                                   | Steve Burton                                 | Markovics Tamás   |
| Tifa Lockhart       | Ayumi Ito                                          | Rachael Leigh Cook                           | Wégner Judit      |
| Aerith Gainsborough | Maaya Sakamoto                                     | Mena Suvari                                  | Kelemen Kata      |
| Vincent Valentine   | Shōgo Suzuki                                       | Steven Blum                                  | Gacsal Ádám       |
| Kadaj               | Showtaro Morikubo                                  | Steve Staley                                 | Nikas Dániel      |
| Loz                 | Kenji Nomura                                       | Fred Tatasciore                              | Kautzky Armand    |
| Yazoo               | Yūji Kishi                                         | Dave Wittenberg                              | Barát Attila      |
| Sephiroth           | Toshiyuki Morikawa                                 | George Newbern                               | Kálid Artúr       |
| Yuffie Kisaragi     | Yumi Kakazu                                        | Christy Carlson Romano                       | Csifó Dorina      |
| Barret Wallace      | Masahiro Kobayashi                                 | Beau Billingslea                             | Bognár Tamás      |
| Reno                | Keiji Fujiwara                                     | Quinton Flynn                                | Joó Gábor         |
| Rude                | Taiten Kusunoki                                    | Crispin Freeman                              | Dézsy Szabó Gábor |
| Rufus Shinra        | Tōru Ōkawa                                         | Wally Wingert                                | Dányi Krisztián   |
| Zack Fair           | Kenichi Suzumura                                   | Rick Gomez                                   | Sánta László      |
| Cait Sith           | Hideo Ishikawa                                     | Greg Ellis                                   | Szokol Péter      |
| Red XIII / Nanaki   | Masachika Ichimura                                 | Liam O’Brien                                 | Epres Attila      |
| Cid Highwind        | Kazuhiro Yamaji                                    | Chris Edgerly                                | Juhász Zoltán     |
| Denzel              | Kyosuke Ikeda Kazumu Izawa (2009-es kiadás)        | Benjamin Bryan Aaron Refvem (2009-es kiadás) | ?                 |
| Marlene Wallace     | Miyū Tsuzurahara Sumire Morohoshi (2009-es kiadás) | Grace Rolek Ariel Winter (2009-es kiadás)    | Bak Julianna      |